# Santuario della Madonna di Valverde (Rezzato)
Il santuario della Madonna di Valverde è un luogo di culto cattolico di Rezzato, in provincia e diocesi di Brescia. 
Esso fu edificato vicino al luogo dell'apparizione mariana avvenuta, secondo la tradizione, nel 1399, l'unica della storia che vede l'apparizione contemporanea del Cristo e della Madonna.

## Storia

### L'apparizione
Le condizioni sociali del secolo che precede l'apparizione erano disastrose: potere civile e religioso erano in balia di crescenti forze disgregatrici, la Chiesa era dilaniata da gravi contrasti interni. Dal Comune si passò alla Signoria: tale passaggio implicò lotte tra fazioni. I costumi erano guasti, a ciò si aggiungevano le calamità causate dagli uomini e dalla natura: crisi economiche, carestie, pestilenze e guerre. Considerando questo quadro fosco si può meglio comprendere l'avvenimento dell'apparizione di Gesù e della Madonna.
Secondo il racconto tradizionale, durante la primavera avanzata dell'anno 1399 un contadino stava arando il suo campo; a un tratto si imbatté in un uomo vestito di rosso, che gli ordinò di gettare i tre pani che aveva nella bisaccia in un laghetto poco distante. Arrivato al laghetto fu fermato dalla Madonna, che stava in piedi sulla riva e lo incaricò di tornare dal Signore, affinché questi ritirasse l'ordine di gettare i tre pani nel laghetto. Dopo essere stato dal Signore, l'uomo tornò, deciso a gettare i pani nell'acqua, ma la Madonna gli spiegò che i tre pani significavano tre castighi: guerra, fame e peste. La Madonna lo rimandò dal Redentore, e al suo ritorno l'uomo gettò nel laghetto un solo pane, simbolo della peste: grazie al Signore fame e guerra erano state evitate.

### Il periodo storico e le Confraternite

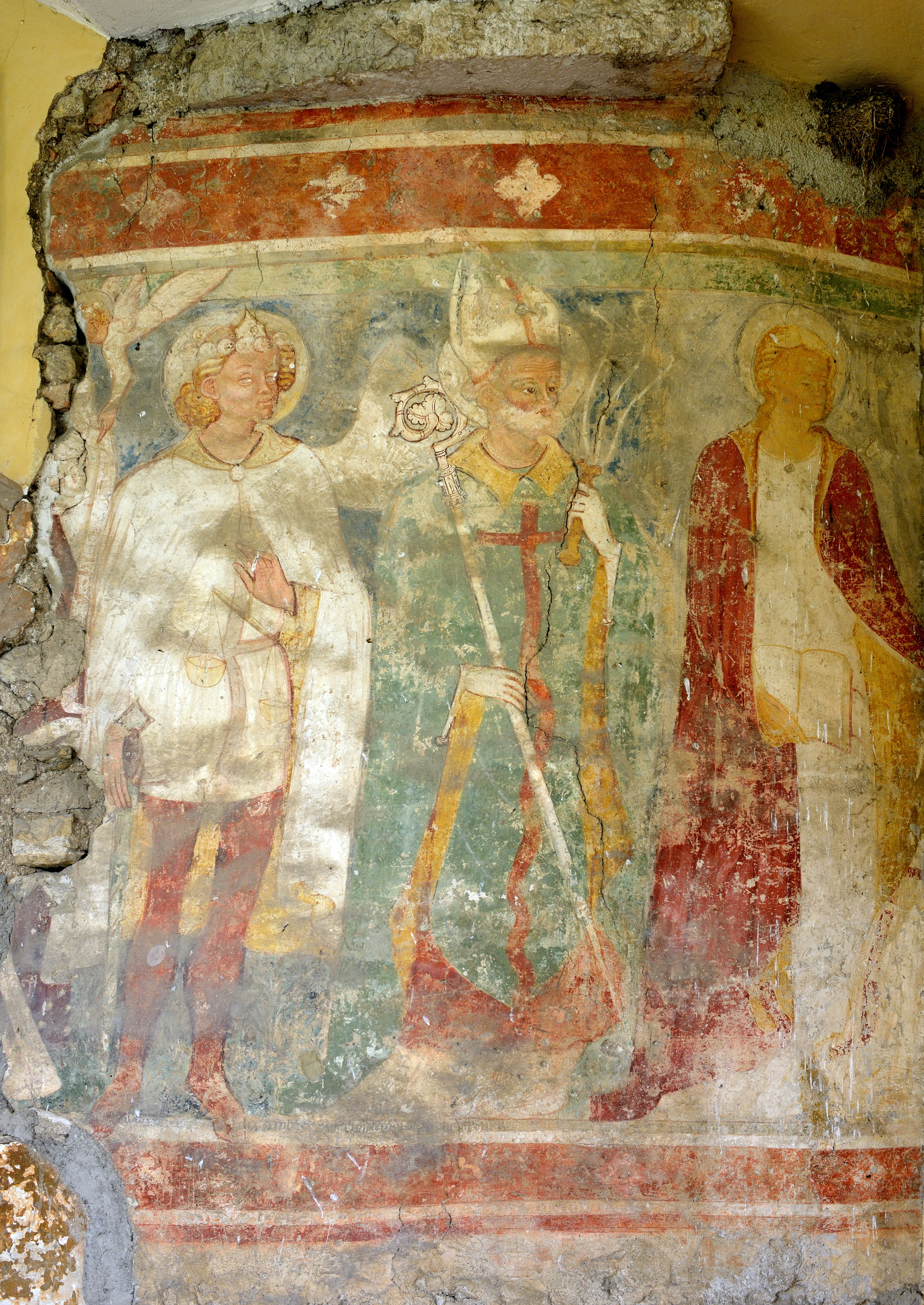
Affresco esterno.

Successivamente all'evento la regione fu interessata da movimenti religiosi, che manifestavano la loro spiritualità anche con processioni penitenziali itineranti, organizzate da penitenti chiamati con diversi nomi, ad esempio i Flagellanti, poiché si sottoponevano a mortificazioni corporali mediante flagellazione, e i Bianchi, perché indossavano tuniche bianche di umile panno che richiamavano la tunica di Cristo e la veste penitenziale di biblica memoria. I Bianchi, in particolare, avevano uno speciale rapporto con l'apparizione, poiché il loro movimento avrebbe avuto origine in Nord Europa proprio in seguito a un'apparizione del tutto simile a quella di Valverde (vedi "Cronaca dei Disciplinanti" di Luca Dominici, notaio pistoiese che seguì il movimento e ne raccolse per iscritto le testimonianze). Questi penitenti, sia uomini sia donne, toccarono quasi tutto il Vecchio Continente e costituirono i predecessori delle Confraternite laicali cattoliche giunte fino ad oggi, la maggior parte delle quali ha conservato l'abito bianco, corredato di cappuccio per garantire l'anonimato delle buone opere. Sul cappuccio e sul lato del cuore questi abiti recavano (qualcuno la conserva) una croce rossa, da "croce-signati", ossia segnati dal sangue dell'Agnello Immolato, cioè Cristo Crocifisso. I Bianchi si recarono in massa verso la zona dell'apparizione, intonando canti di lode (le "laudi") e affollando la piccola Rotonda.
Nel corso del Quattrocento il culto si diffuse e si rafforzò, tanto che nel 1580 arrivò San Carlo Borromeo in visita alla cappella del laghetto. San Carlo è considerato compatrono delle Confraternite, per le quali scrisse un'apposita Regola dei Disciplinanti tuttora valida.

### Opere architettoniche

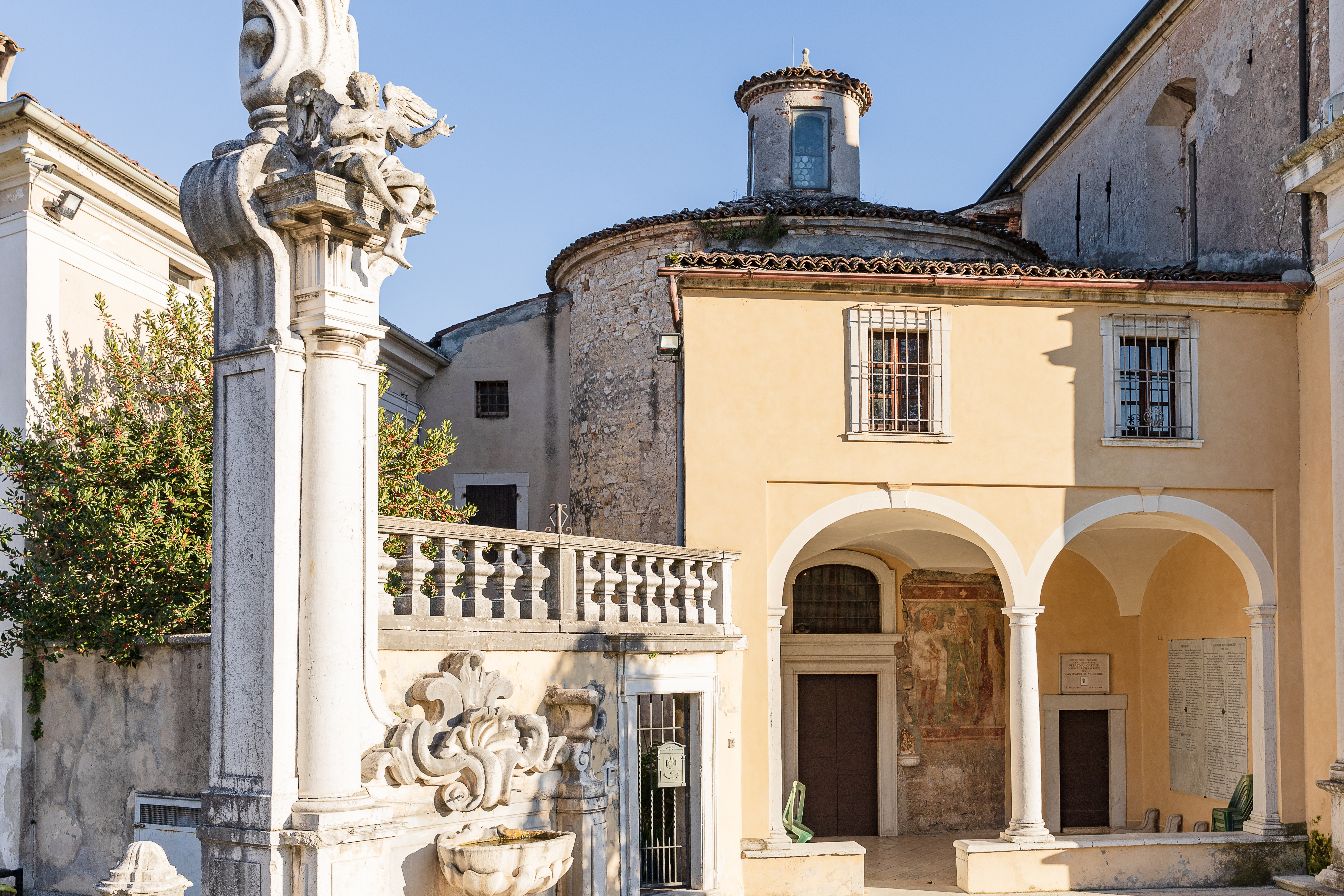
La Rotonda.

Distante circa 500 m dal lago era posta una piccola chiesa in stile romanico, riconducibile per caratteristiche costruttive al Duomo Vecchio di Brescia. Era chiamata Rotonda (1024) e, successivamente all'apparizione, fu circondata da altari e porticati. San Carlo Borromeo, nel 1580, raccomandò la costruzione di una nuova chiesa più spaziosa, in sostituzione degli altari esterni. Il 5 marzo 1601 iniziò la costruzione di una nuova chiesa adiacente alla piccola Rotonda, terminata nel 1615. La facciata e il campanile furono aggiunti nel 1642, mentre la strada che dal paese porta al santuario fu completata nel 1635. Il piazzale e la fontana risalgono al 1637.
La cappella del laghetto, edificata nel 1400, fu restaurata nel 1580 e nel 1712, dopo la seconda apparizione.

### La seconda apparizione
Una seconda apparizione sarebbe avvenuta giovedì 1º ottobre 1711 quando, secondo il racconto tradizionale, due bambini che raccoglievano castagne sul Colle San Pietro videro brillare la Madonna d'oro posta sulla cappella del laghetto, sentendo anche la voce di una donna che li rassicurò. Il giorno seguente era fissata infatti una solenne celebrazione sulle rive del laghetto, per chiedere alla Madonna di debellare la peste che in quei giorni aveva colpito il paese.

## Processione storica
Ogni anno, l'ultima domenica di luglio, il miracolo del 1399 viene rievocato con una processione storica di santi, che partono dalla parrocchiale di San Giovanni Battista per recarsi al laghetto, dove il contadino si tuffa nell'acqua per riprendere i pani che vi erano stati gettati.
Durante tutta la settimana che precede questa processione, al Santuario si svolgono funzioni solenni che terminano la sera del venerdì, durante la quale l'immagine della Madonna viene portata in processione fino alla parrocchia di San Giovanni, dove rimane fino alla domenica della processione.

## Galleria d'immagini

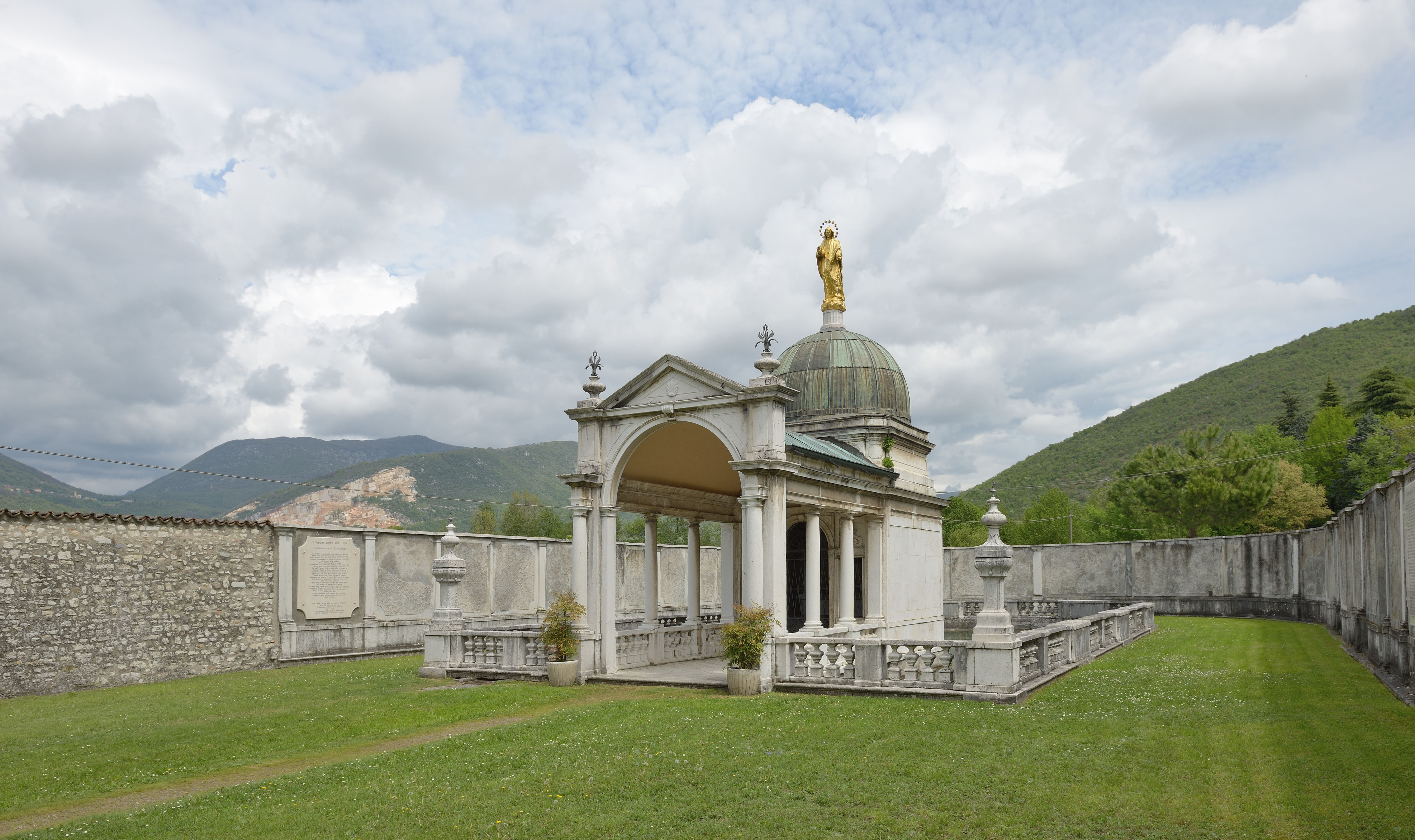
Cappella sul laghetto
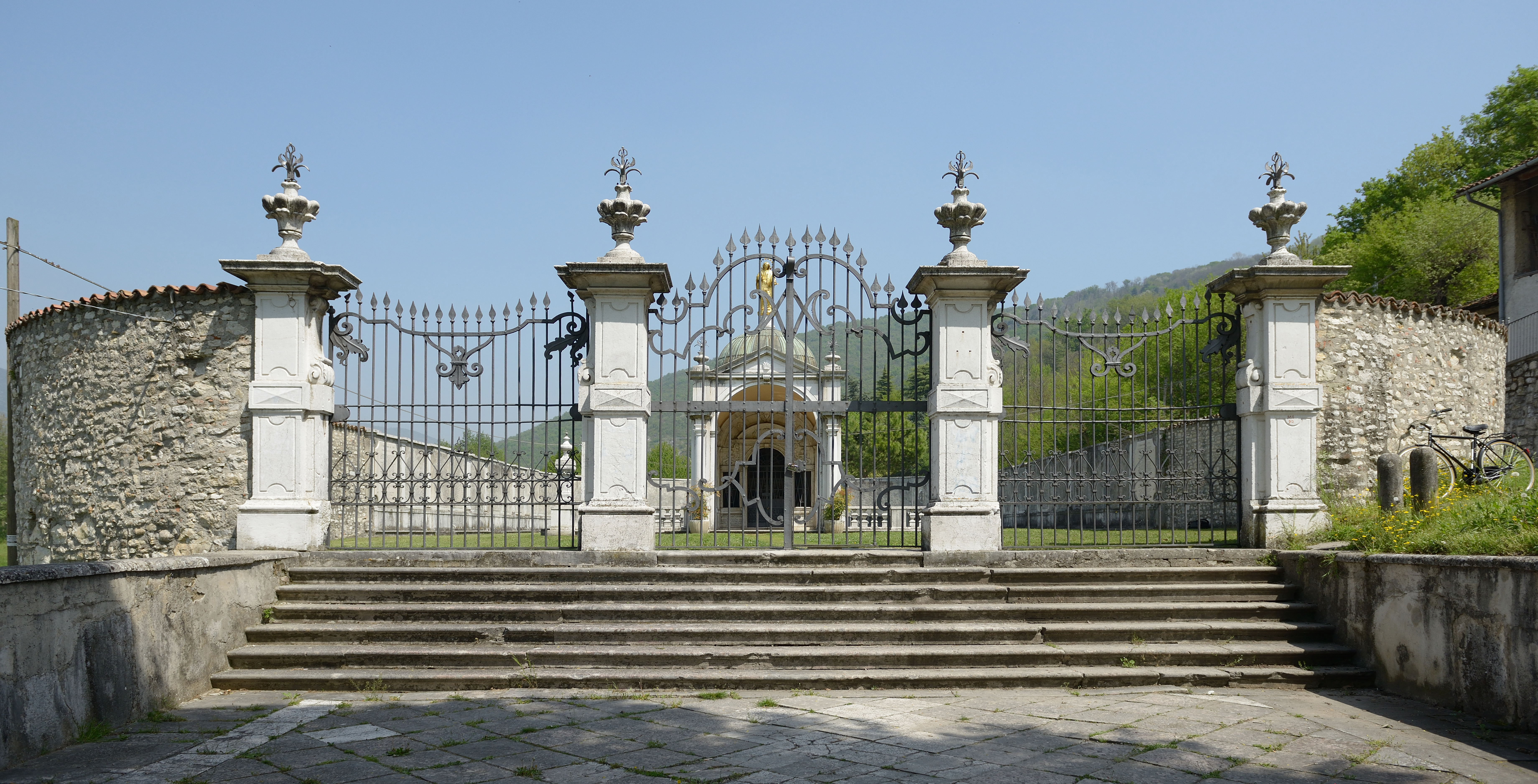
Cancello e sito del laghetto
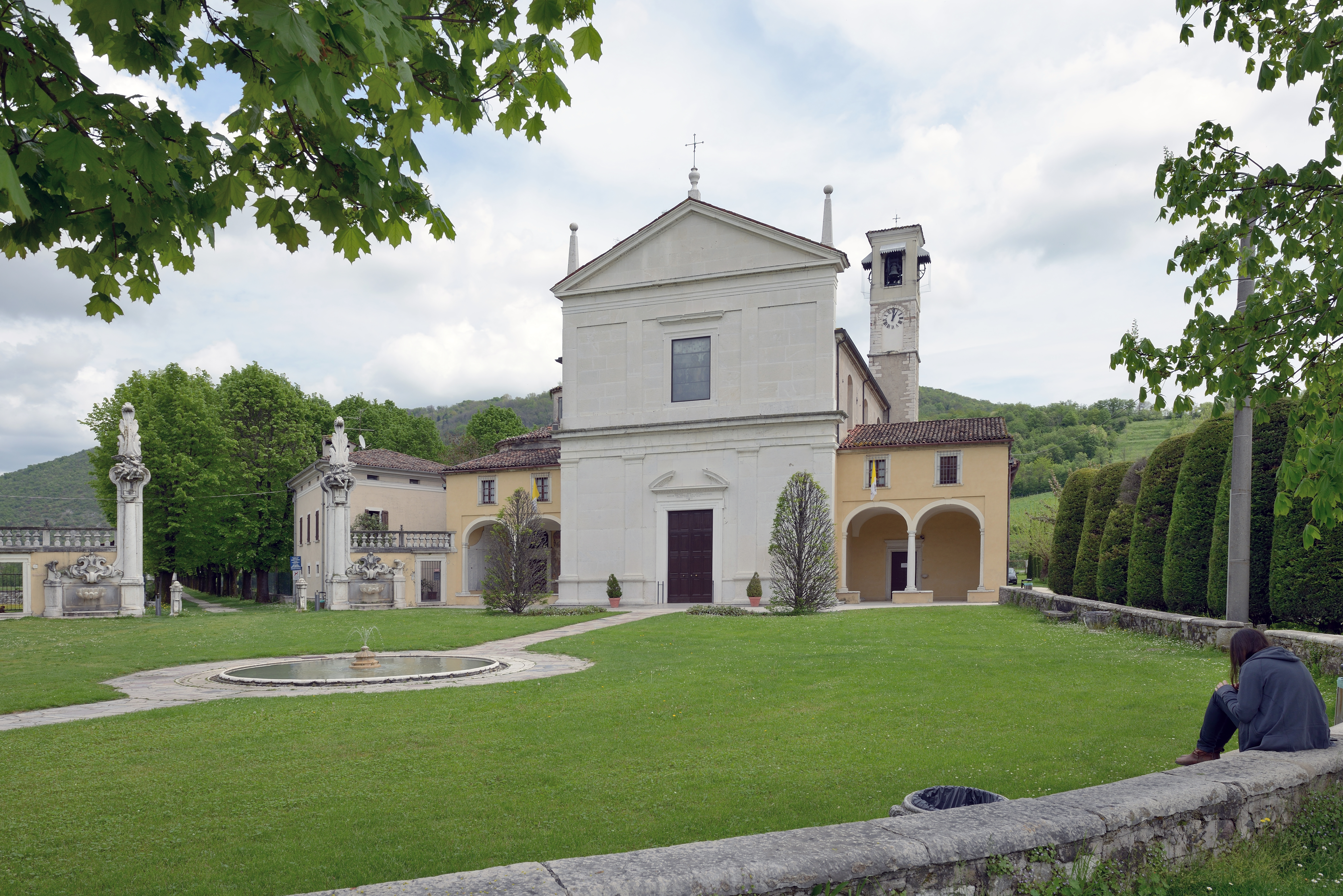
Panorama
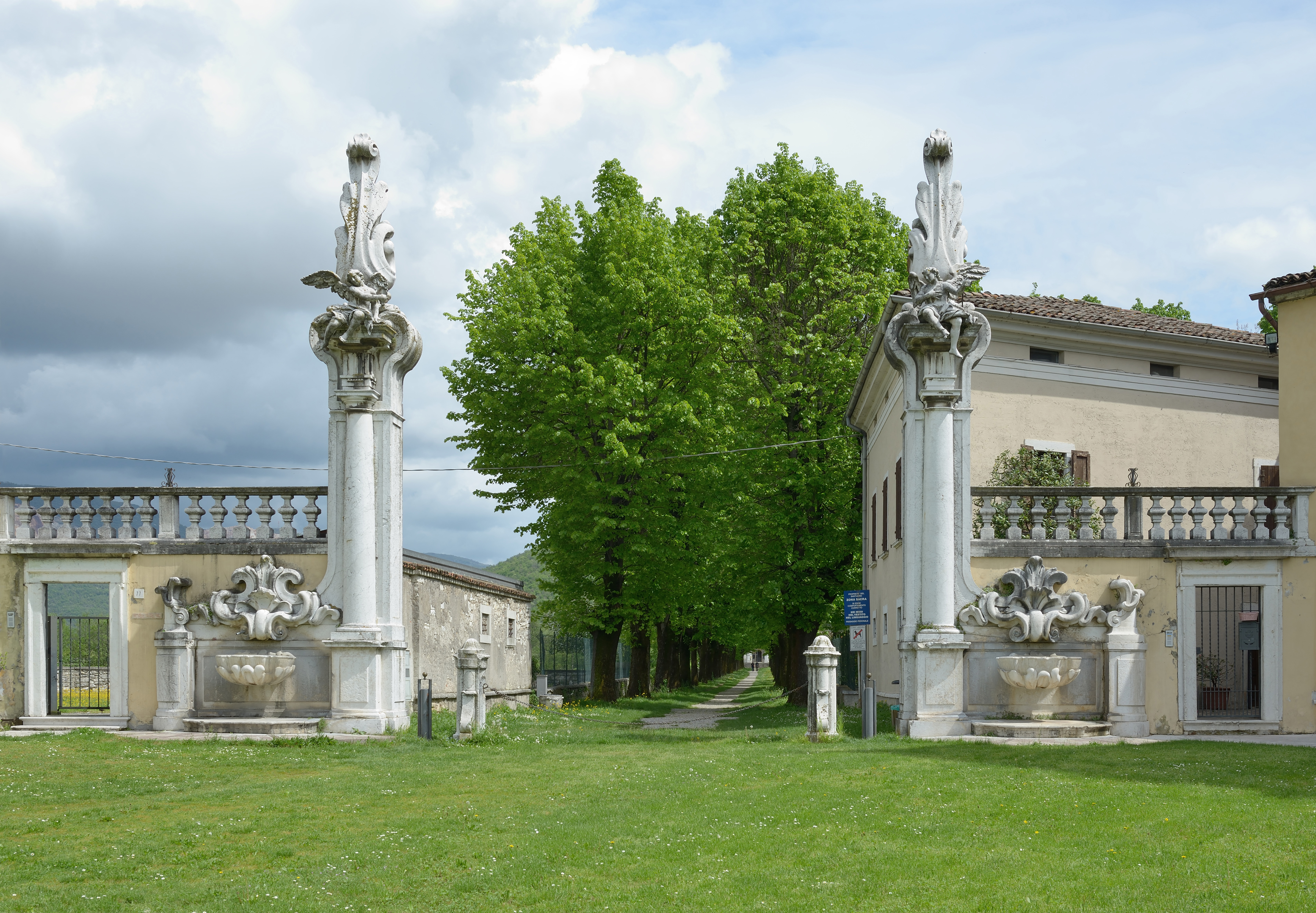
Viale alberato verso il laghetto
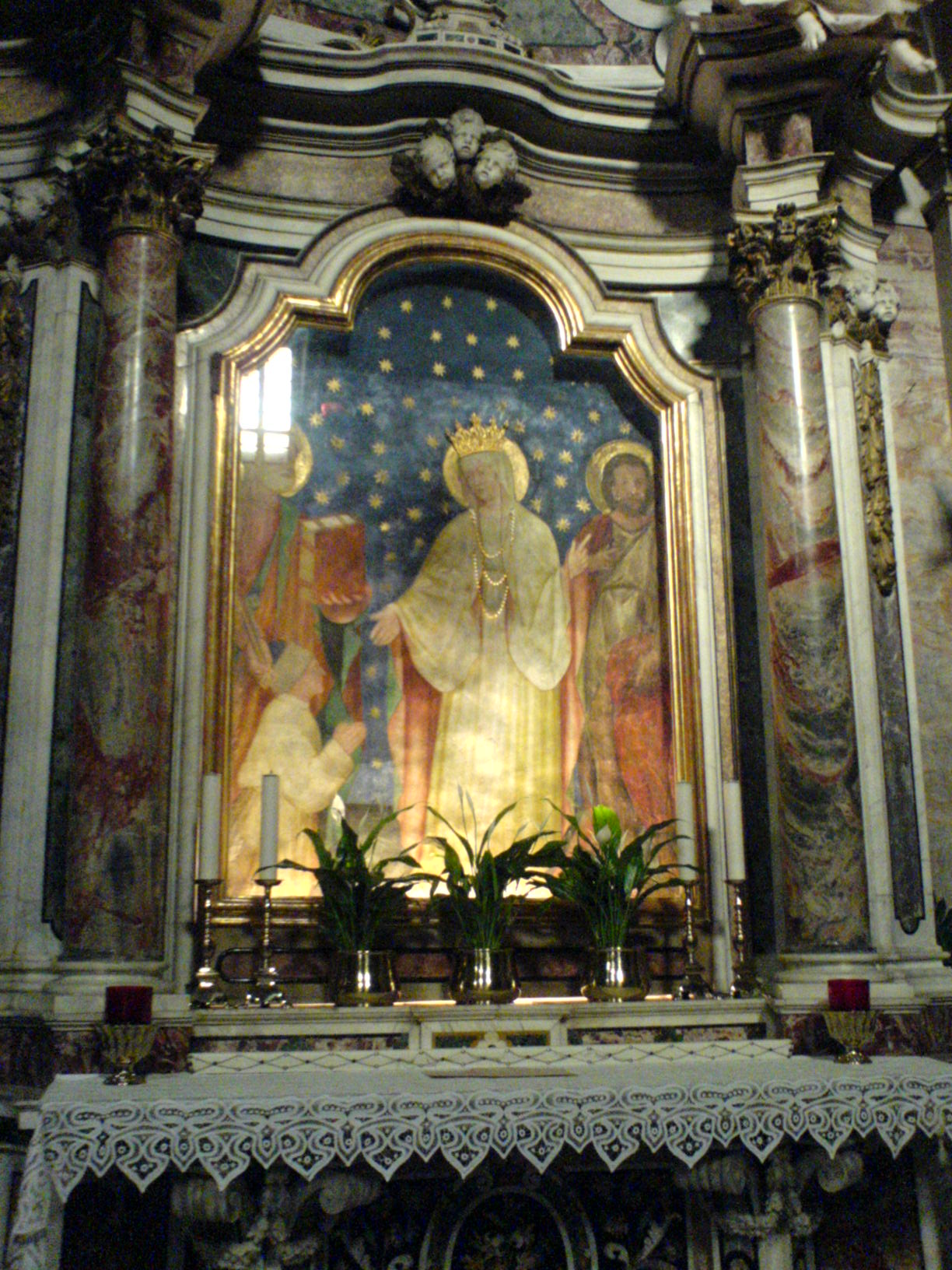
Affresco della Madonna di Valverde (interno)
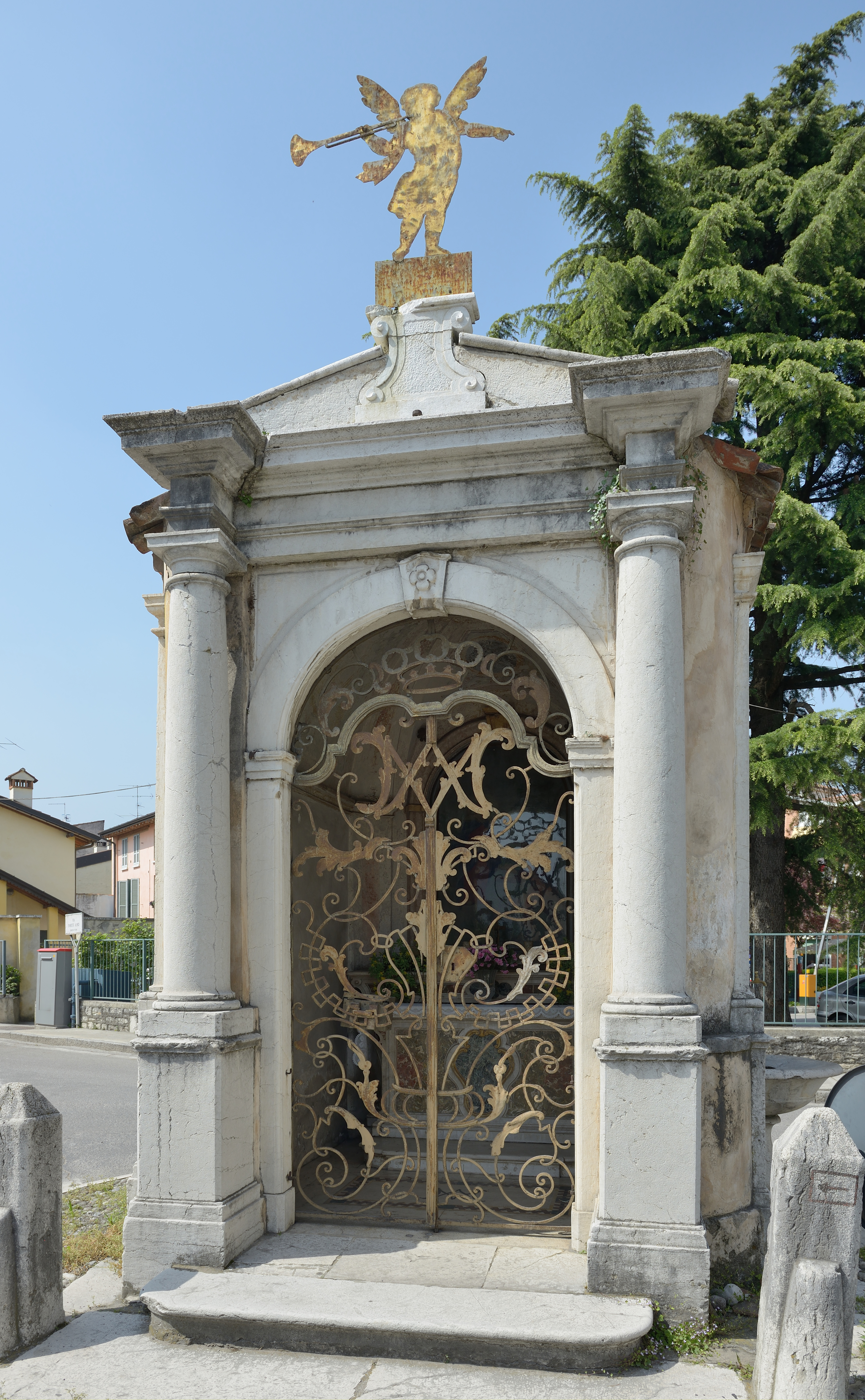
Edicola all'imbocco di Viale Santuario